# Championnat d'Ouganda féminin de football
Le Championnat d'Ouganda féminin de football est une compétition de football féminin opposant les meilleurs clubs d'Ouganda.

## Palmarès
Le tableau suivant présente les champions et vice-champions d'Ouganda par année : 
| Année     | Champion               | Vice-champion          |
| --------- | ---------------------- | ---------------------- |
| 2015      | Kawempe Muslim         | Buikwe Tigers          |
| 2015-2016 | Kawempe Muslim         | She Corporate          |
| 2016-2017 | Kawempe Muslim         | UCU Lady Cardinals     |
| 2017-2018 | Kawempe Muslim         | Olila Women            |
| 2018-2019 | UCU Lady Cardinals     | Lady Doves             |
| 2019-2020 | Compétition abandonnée | Compétition abandonnée |
| 2021      | Lady Doves             | UCU Lady Cardinals     |
| 2022      | She Corporate          | Kampala Queens         |
| 2023      | Kampala Queens         |                        |
| 2024      | Kawempe Muslim         |                        |
| 2025      | Kampala Queens         |                        |

## Tableau d'honneur
| Club               | Titres | Années                       |
| ------------------ | ------ | ---------------------------- |
| Kawempe Muslim     | 5      | 2015, 2016, 2017, 2018, 2024 |
| Kampala Queens     | 2      | 2023, 2025                   |
| UCU Lady Cardinals | 1      | 2019                         |
| Lady Doves         | 1      | 2021                         |
| She Corporate      | 1      | 2022                         |